# Caudete de las Fuentes (kommunhuvudort)
Caudete de las Fuentes är en kommunhuvudort i Spanien.   Den ligger i provinsen Província de València och regionen Valencia, i den östra delen av landet, 230 km öster om huvudstaden Madrid. Caudete de las Fuentes ligger 784 meter över havet och antalet invånare är 795.
Terrängen runt Caudete de las Fuentes är platt österut, men västerut är den kuperad. Runt Caudete de las Fuentes är det ganska glesbefolkat, med 47 invånare per kvadratkilometer. Närmaste större samhälle är Utiel, 6,8 km öster om Caudete de las Fuentes. Trakten runt Caudete de las Fuentes består till största delen av jordbruksmark.